# Czerwina (stacja kolejowa)
Czerwina (biał. Чэрвіна, ros. Червено) – stacja kolejowa w miejscowości Czerwina, w rejonie orszańskim, w obwodzie witebskim, na Białorusi. Leży na linii Orsza - Mohylew, w pobliżu lotniska Bołbasowo.
Linia na północ od stacji jest dwutorowa - jeden tor prowadzi do stacji Orsza Zachodnia, drugi do stacji Orsza Wschodnia. Linia na południe od stacji (w stronę Mohylewa) jest jednotorowa.